# Microscópio de força atômica

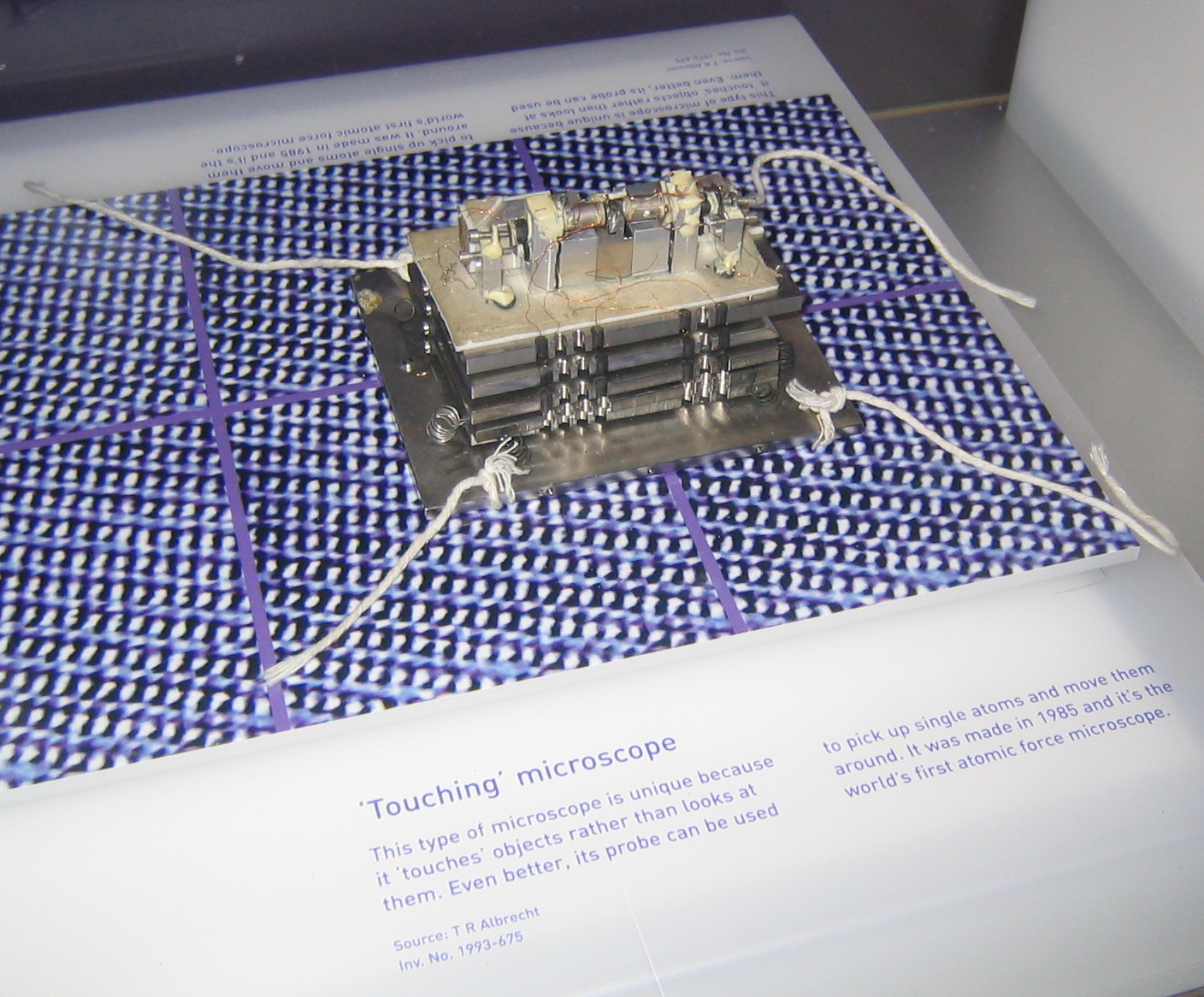
O primeiro microscópio de força atômica.

A microscopia de força atômica é uma das modalidades de uma vasta família de microscopias derivadas a partir da ideia do chamado microscópio de tunelamento. O microscópio de tunelamento foi  desenvolvido por Gerd Binnig e Heinrich Rohrer no início de 1980, um desenvolvimento que lhes valeu o Prêmio Nobel de Física em 1986. Binnig, Calvin Quate e Christoph Gerber inventaram o primeiro AFM (Atomic Force Microscope) em 1986, "com objetivo de medir forças menores que 1μN entre a superfície da ponteira (tip) e a superfície da amostra". Desde a invenção do microscópio de força atômica (MFA), ele se tornou o mais usado microscópio de varredura por sonda (MVS). Os microscópios (MVS) são compostos basicamente por uma pequena ponta delgada, que pode ser de silício (SiO2 ou Si3N4), diamante, etc., que varre a superfície de interesse nas direções x, y e z, movendo-se uma sonda ou uma superfície através de um dispositivo piezolétrico.

## Princípios básicos

Esquema do funcionamento de um microscópio de força atômica.

Essa pequena ponta é acoplada a uma consola (ponteira) que está fixa a um suporte. Entre a ponta e os átomos da superfície da amostra existem interações que podem ser atrativas ou repulsivas. Em grandes distâncias, as interações são predominantemente atrativas, devido às forças de Van der Waals. Se aproximarmos ainda mais a ponta com a superfície, as interações são repulsivas devido a repulsão entre os orbitais eletrônicos dos átomos da superfície da amostra e os da ponta do microscópio de força atômica. A força anula-se quando a distância entre os átomos é da ordem de alguns ångstroms (da ordem da distância característica de uma união química).
A força resultante destas interações faz com que a consola (de 100 a 200 mm de comprimento) se aproxime ou se afaste gerando deflexões. Na consola é fixado um pequeno elemento piezelétrico (modulador piezo) para conduzir o feixe de laser na sua frequência de ressonância e então conecta-se a amostra ao piezoelétrico tridimensional, o scanner x,y,z. Na parte superior a haste existe uma superfície espelhada, que reflete a luz de um feixe de laser, que em seguida passa através de uma lente e incide sobre um fotodetector (matriz de fotodiodos) cujo sinal de saída é recolhida por um amplificador diferencial, que mede as variações de posição e da intensidade da luz produzidas pelas deflexões da consola. Assim os movimentos nanométricos podem ser detectados, gerando sinais elétricos que são armazenadas e processados por um computador e convertidos em imagem topográficas, bi ou tridimensionais da superfície do material em resolução atômica.
Se a ponta escaneasse a uma altura constante, haveria o risco de que aponta colidisse com a superfície gerando danos para a amostra. Assim, na maioria dos casos, um mecanismo de feedback é utilizado para ajustar a distância entre a ponta e a amostra e para manter a força resultante constante. Ainda é possível a formação de um 'tripé' de três cristais piezo para eliminar alguns efeitos de distorção visualizados com um tubo scanner.
As diferentes técnicas fornecem diversas possibilidades para fazer imagens de diferentes tipos de amostras e para gerar uma ampla gama de informações. Os modos de fazer as imagens, também chamados modos de varredura ou de operação, referem-se fundamentalmente à distância mantida entre a sonda(ponteira) e a amostra, no momento da varredura, e às formas de movimentar a ponteira sobre a superfície a ser estudada. Há um contínuo de modos possíveis de fazer imagens, devido às diferentes interações em função da distância entre a ponteira e a amostra, assim como ao esquema de detecção utilizado. A escolha do modo apropriado depende da aplicação específica que se deseja fazer.

## Modo contato
No modo contato, a haste sobre a qual está presa a ponta é mantida a uma distância de poucos ângstrons da superfície da amostra, havendo então uma repulsão eletrônica. Neste modo de operação a deflexão da ponta estático é usado como um sinal de feedback. Porque a medição de um sinal estático é propenso ao ruído, consolas de rigidez baixa são usados para aumentar o sinal de deflexão. No modo de contato a ponta faz um leve contato com a amostra produzindo imagens com alta resolução. A força entre a ponta e a superfície é mantida constante durante a digitalização, mantendo uma deformação constante.
Este método é especialmente indicado para amostras rígidas, pois se houver uma camada de líquido na amostra, essa operação do MFA penetrará na camada de líquido para a imagem da superfície. Em condições ambientais, a maioria das amostras tendem a desenvolver uma camada líquida . A compressão e as forças geradas pelo modo contato, podem causar danos a amostras.

## Modo não-contato
No modo de não contato, a consola é mantida em uma distância de dezenas de ângstrons da superfície da amostra, a ponta da consola não entra em contato com a amostra. Logo há uma atração eletrônica entre a ponta e a superfície. A ponta oscila em uma frequência de 100 kHz a 1 MHz, e a força total entre a ponta e a amostra é em torno de 10-12 N. A consola oscila com uma frequência ligeiramente acima da sua frequência de ressonância. Com esta maior oscilação obtemos uma maior sensibilidade do microscópio, o que faz com que forças de Van der Waals e forças eletrostáticas sejam detectadas.
A força de Van der Walls, ou qualquer outra força de longo alcance que se estende acima da superfície, atua para diminuir a frequência de ressonância da consola. Esta diminuição na frequência de ressonância combinada com o sistema de retroalimentação mantém uma amplitude de oscilação constante ou frequência, ajustando o ponta-a distância média da amostra, permitindo que um software construa a imagem.
Neste modo, a amostra não sofre o atrito, presente no modo de contato, causado pela ponta do MFA após um determinado número de varreduras. Neste método é usado preferencialmente em amostra moles. Porém essa grande distância entre a ponta e a amostra traz uma limitação a resolução da imagem. Esta limitação pode ser contornada com a utilizando-se o modo intermitente.

## Modo contato intermitente
No modo contato intermitente a haste oscila próximo a sua frequência de ressonância por um pequeno elemento piezoelétrico montado na ponta do MFA. O sinal obtido dos foto-detectores mede a amplitude de oscilação, que deve ser mantida constante. Os atuadores piezoelétricos controlam a altura da consola acima da amostra. Neste caso, a ponta toca suavemente a superfície da amostra, e elimina a força de atrito presente no modo contato. Esse método é utilizado para contornar as restrições presentes nos modos de contato e de não-contato, a superfície da amostra é menos modificada neste misto de métodos. O modo de contato intermitente é utilizada em materiais biológicos, polímeros e amostras demasiadamente rugosas, pois estes são maleáveis e deformáveis pela ponta.

## Aplicações e vantagens
1.O MFA possui várias vantagens em comparação a um microscópio eletrônico de varredura(MEV), o MFA fornece uma imagem tridimensional da superfície diferentemente do microscópio eletrônico que faz uma projeção bidimensional ou uma imagem bidimensional de uma determinada amostra.
2.Investigações de não apenas materiais condutores mas também isolantes, pois o MFA não utiliza corrente de tunelamento para a formação das imagens.
3.Análise de qualquer tipo de material
4.Na análise é utilizado um pequeno volume de amostra, possuindo uma preparação da amostra simples ou desnecessária, não é necessário nenhum tratamento especial (como metal ou revestimento de carbono) que poderia alterar ou danificar a amostra. Podendo, por exemplo, analisar amostras biológicas vivas sem retirá-la de seu meio e sem perder suas propriedades. Com a habilidade de explorar eventos moleculares no nível da interação entre as moléculas.
5.Possibilidade de analise diversificados ambientes, inclusive na atmosfera (temperatura ambiente e em presença do ar) ou até mesmo em líquidos, diferentemente de um microscópio eletrônico que precisa de um ambiente de vácuo caro para o seu bom funcionamento. O uso do MFA reduz o preço da análise.
6.Pode ser utilizado para acompanhar processos porque possui baixo tempo de análise
7.A alta resolução MFA é compatível a resolução do microscópio de tunelamento e o de microscopia eletrônica de transmissão.
8. Uma outra aplicação é a espectroscopia de força atômica, consiste na medição das forças de interação em função da distância entre a ponta e a superfície, o resultado desta medida é chamado de curva força-distância.O MFA tem sido muito utilizado para a medição de diversas forças em nanoescala, como: ligação atômica, as forças de Van der Waals e forças de Casimir, forças de dissolução em líquidos e forças de alongamento e ruptura. A Espectroscopia de força atômica pode ser feita tanto com os modos contato ou não contato.
9.Podem ser anexadas diferentes terminações (grupamentos) na ponta do microscópio de força atômica, por exemplo grupamentos químicos que possuam uma melhor interação com a amostra de interesse. Recentemente, uma molécula de monóxido de carbono foi utilizada pela IBM para “fotografar” uma molécula de pentaceno.

## Limitações
1.Vibrações podem atrapalhar o funcionamento do microscópio de força atômica, ou seja, o som ambiente, vibrações mecânicas (como pessoas circulando em um recinto) e até mesmo a rede elétrica podem ser interferentes na análise. Por isso o equipamento deve ser montado em uma mesa com um sistema de amortecimento em uma sala fechada.
2.Pelo MFA requerer uma coleção de imagens temos uma limitação na sua velocidade.
3.A presença de contaminantes na superfície podem conduzir a uma imagem irreal, pois o MFA analisa apenas a última superfície da amostra. Os contaminantes mais comuns são carbonatos, carbonetos, água, hidrocarbonetos, etc. Quando esse contaminante é um líquido, uma operação do MFA no modo contato irá penetrar na camada de líquido para a imagem da superfície subjacente, enquanto que no modo não-contato com um MFA oscilará acima da camada adsorvida.
4.O movimento da ponta do MFA pode ocasionar alterações na superfície.
5.A imagem é a convolução da forma da ponta com a superfície, diferentes pontas podem ocasionalmente gerar diferentes imagens.

## Conclusão
Como Robert Hooke já previa em 1664 com a ajuda de um microscópio não há nada tão pequeno que possa escapar às nossas investigações; portanto há um novo e visível mundo descoberto a ser entendido. Com o advento dos microscópios de varredura por sonda (MVS), entre eles o microscópio de força atômica, foram rompidas grandiosas barreiras do conhecimento. Conforme ocorre o avanço da ciência surge um novo leque de aplicações para o MFA.